# 1903

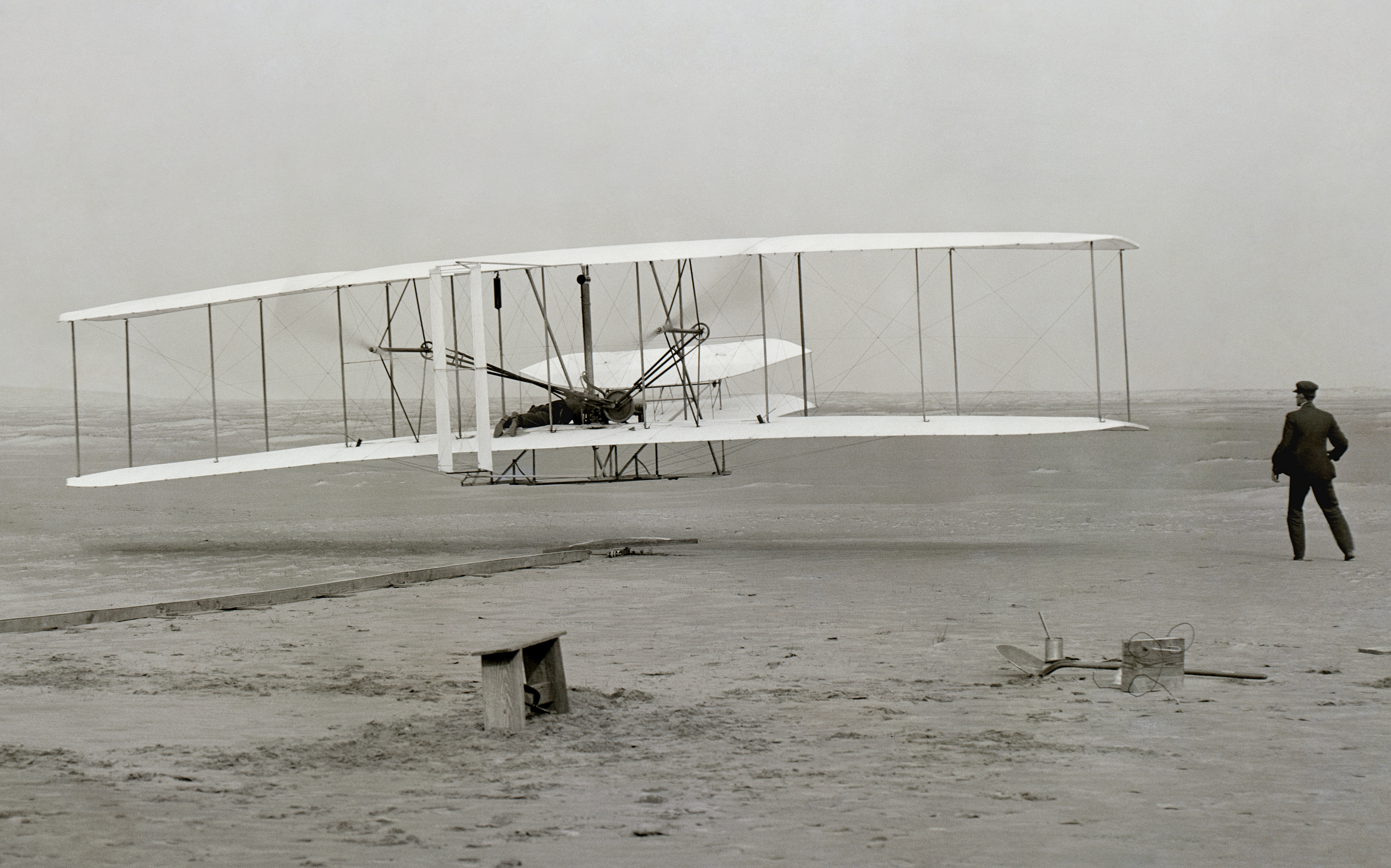
17 december: Gebroeders Wright

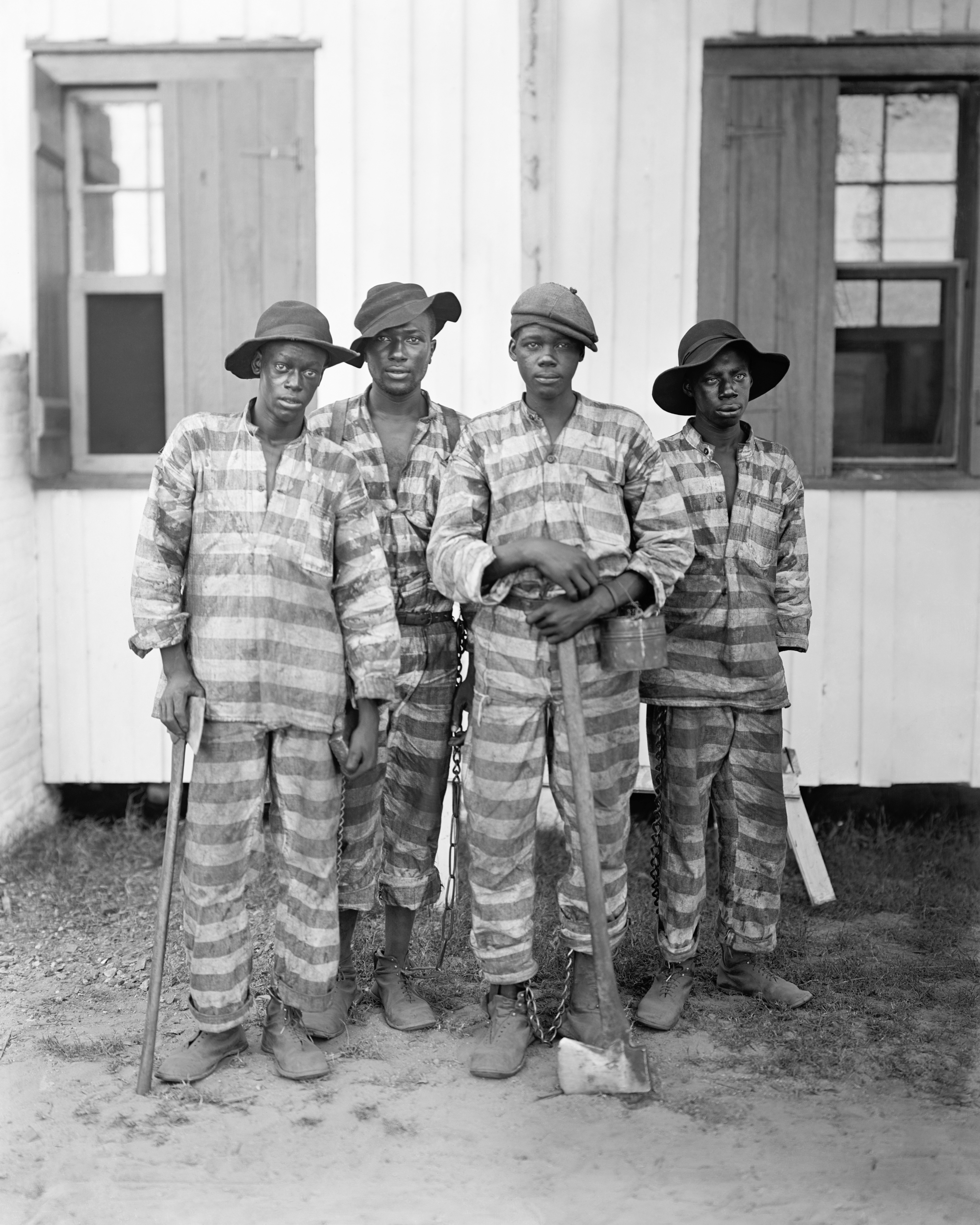
Een groep gevangenen omstreeks 1903 voert een werkstraf uit in een zogenoemde "Chain gang"

Het jaar 1903 is een jaartal volgens de christelijke jaartelling.

## Gebeurtenissen
januari
- 1 - Viering in de Delhi Durbar van de kroning van de Britse koning en keizer van India Edward VII, die wordt vertegenwoordigd door zijn broer Arthur. Organisator is de onderkoning Lord Curzon.
- 13 - De toeankoe Mohammed Daoed, pretendent van Atjeh, komt volgens afspraak naar het verblijf van Van Heutz in Koetoe Radja (Banda Atjeh) en onderwerpt zich aan het Nederlandse gezag.
- 14 - In Amsterdam breekt een spoorwegstaking uit.
- 15 - De spoorlijn Zwolle - Ommen (later Zwolle - Emmen - Gasselternijveen) wordt ingereden. Exploitatie "SS", eigendom "NOLS" (="Noord-Ooster Locaal Spoorwegmaatschappij").
- 18 - Guglielmo Marconi brengt een radioverbinding tot stand tussen de Verenigde Staten en Engeland. Het eerste radiotelegram wordt verstuurd door president Theodore Roosevelt aan koning Edward VII van het Verenigd Koninkrijk. Deze antwoordt enkele uren later.
- 19 - In Parijs wordt de 'Academie Goncourt' opgericht, die uit de nalatenschap van Edmund de Goncourt jaarlijks het meest fantasievolle boek zal bekronen met de Prix Goncourt.

februari
- 7 - De Nederlandse voetbalclub VVV wordt opgericht in Venlo.
- 25 - De Nederlandse eerste minister Abraham Kuyper dient in verband met de spoorwegstakingen wetsvoorstellen in bij de Tweede Kamer. Deze wetten stellen straf op stakingen door ambtenaren en zijn bekend geworden als de 'worgwetten'.

maart
- 15 - Eerste Turkse voetbalclub wordt opgericht: Beşiktaş JK.
- 31 - Negen maanden voor de Amerikaanse broers Wright slaagt Richard Pearse, een excentrieke boer uit Nieuw-Zeeland, erin om in een zelfgemaakte bamboe-eendekker 150 meter ver over de grond te vliegen. Hij stort neer in een haag op zijn domein op het Zuidereiland. Sindsdien noemt men hem "Mad Dick", of ook wel "Bamboo Pearse".

april
- 1 - Oprichting van de Groninger Studenten Amateur Voetbal Vereniging Forward.
- 29 - De monniken van de Grande Chartreuse worden manu militari uit hun klooster verjaagd door de antiklerikale regering-Combes. De gemeenschap moet naar Italië vluchten en kan pas in 1940 terugkeren.

mei
- 19 - De kunstenaars Josef Hoffmann en Koloman Moser richten de Wiener Werkstätte op.
- 19 - De uitvinder David Buick sticht in Flint, Michigan de Buick Motor Company om zijn vinding, de kopklepmotor, te produceren.
- 22 - Oprichting van de Algemene Nederlandse Pharmaceutische Studentenvereniging (A.N.P.S.V., later K.N.P.S.V.) te Leiden, als overkoepelende organisatie van de studieverenigingen Luctor et Emergo (Amsterdam), Aesculapius (Leiden) en Unitas Pharmaceuticorum (Utrecht).
- 27 - Opening nieuwe Koopmansbeurs van Amsterdam (Beurs van Berlage) door Koningin Wilhelmina.

juni
- 11 - Alexander Obrenović, koning van Servië, wordt met zijn gehele familie vermoord.
- 16 - De naam Pepsi Cola wordt een handelsmerk.
- 16 - Henry Ford richt in Detroit de Ford Motor Company op.
- 20 - De stad Wismar wordt na bijna drie eeuwen weer Duits.
- 24 - Peter I wordt de nieuwe koning van Servië.

juli
- 1 - Vertrek van de eerste Ronde van Frankrijk.
- 19 - In het klooster van Sarov wordt, in aanwezigheid van de keizerlijke familie, de monnik Serafim heilig verklaard.
- 23 - Ford verkoopt zijn eerste auto in Amerika.
- 30 - Het akkoord voor de bouw van de Lusitania wordt in het Verenigd Koninkrijk ondertekend.

augustus
- 2 - In Macedonië en Thracië breekt de Opstand van Ilinden tegen de Ottomaanse overheersing uit.
- 30 - De Harley-Davidson "Motor Company" wordt opgericht.

september
- 15 - Op het kerkplein van Barneveld wordt een standbeeld onthuld van Jan van Schaffelaar.

november
- 2 - In het Verenigd Koninkrijk verschijnt het eerste nummer van het op de arbeiders gerichte boulevardblad de Daily Mirror.
- 17 - Het Scheepsbouwkundig Gezelschap "William Froude" wordt opgericht als studievereniging van de opleiding Scheepsbouwkunde aan de Technische Hogeschool van Delft (tegenwoordig: Maritieme Techniek aan de TU Delft).

december
- 17 - De Wright Flyer, uitgevonden door de gebroeders Wright, stijgt op vanaf het strand van Kitty Hawk in Noord-Carolina.
- 17 - Aanvraag van een patent voor het autochroom Lumière, dat kleurenfotografie mogelijk maakt.

zonder datum
- De Nederlandse cardioloog Willem Einthoven vindt het elektrocardiogram (ECG) uit.
- De illegale Russische Sociaaldemocratische Arbeiderspartij valt uiteen in mensjewieken (gematigde minderheid) en bolsjewieken (radicale meerderheid).
- De eerste Spijkenisserbrug wordt opengesteld.
- In Duitsland vindt Johann Kirsten de punaise uit.
- De Excelsior-diamant, op dat moment de grootste ruwe diamant ooit gevonden, wordt door de Koninklijke Asscher Diamant Maatschappij in 21 delen gekloven en geslepen.

## Muziek
- De Finse componist Jean Sibelius componeert zijn Romance opus 42 voor strijkers
- De Frans-Baskische componist Maurice Ravel componeert zijn Shéhérazade, een liederencyclus voor sopraan- of tenorsolo en orkest, naar drie gedichten van Tristan Klingsor: "Asie", "La flûte enchantée", en "L'indifférent"

### Premières
- 23 januari: Frank Bridges Pianokwartet in c mineur in de Royal Academy of Music
- 23 april: Adolf Wiklunds Concertstuk voor piano en orkest
- 8 oktober: Edgar Baintons Pompilia
- 28 november: Hjalmar Borgstrøms Hamlet

## Beeldende kunst

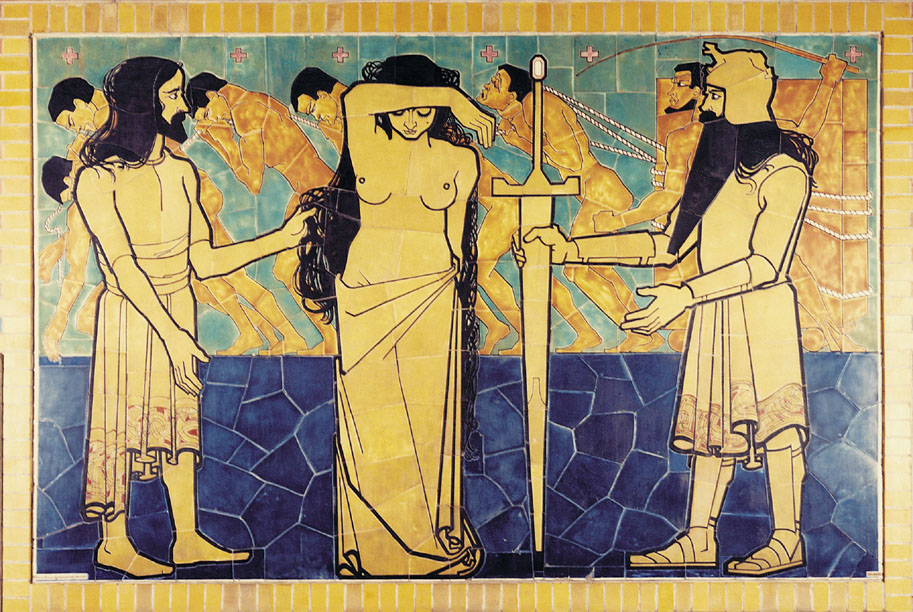
Beurs van Berlage Café, tegeltableau Het Verleden (1903) door Jan Toorop
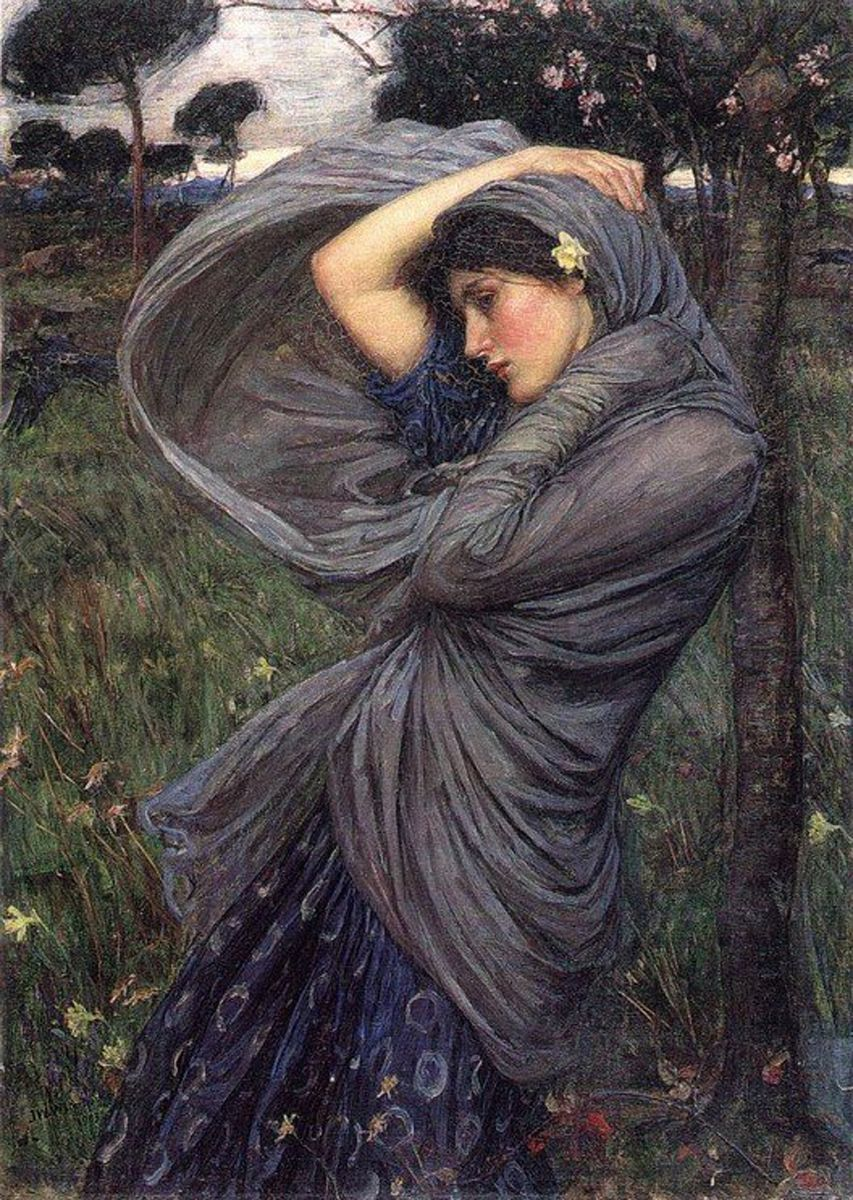
Boreas (1903) door John William Waterhouse

## Bouwkunst

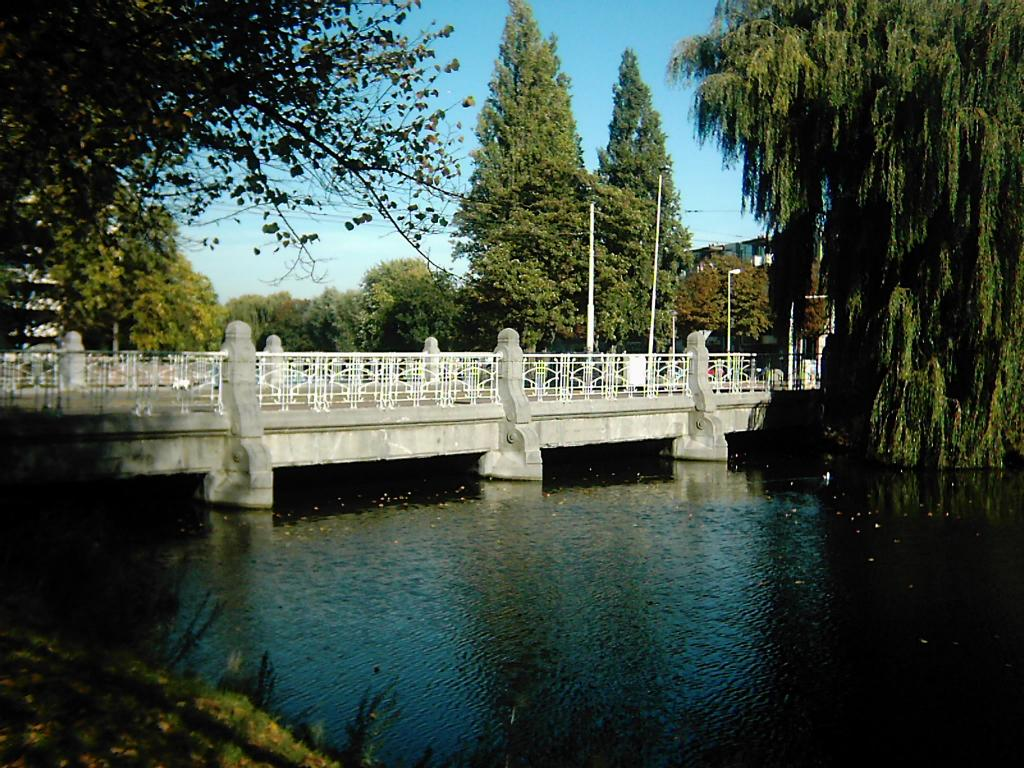
Boezembrug Rotterdam (1903) S.J. Rutgers
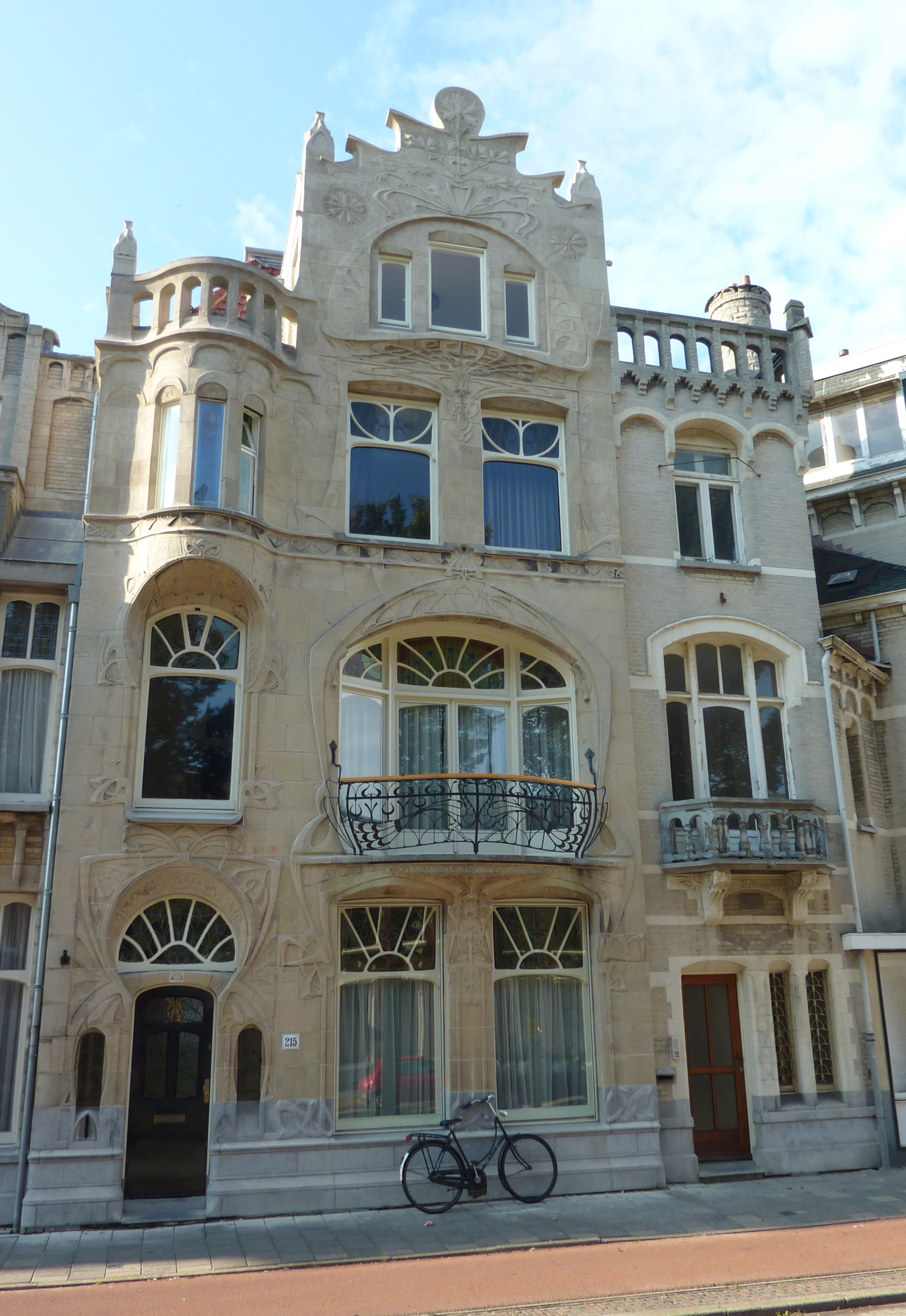
Laan van Meerdervoort 215 Den Haag (1903) L A H de Wolf

## Geboren

### januari
- 2 - Anton van Duinkerken, Nederlands schrijver (overleden 1968)
- 2 - Kane Tanaka, Japans supereeuwelinge; vanaf 2018 de oudste levende persoon ter wereld (overleden 2022)
- 3 - Charles Foulkes, Canadees militair (overleden 1969)
- 4 - Georg Elser, Duits meubelmaker en verzetsstrijder (overleden 1945)
- 8 - Robert D. Webb, Amerikaans filmregisseur (overleden 1990)
- 11 - Otto Hoogesteijn, Nederlands zwemmer (overleden 1966)
- 11 - Domenico Piemontesi, Italiaans wielrenner (overleden 1987)
- 17 - John Badcock, Brits roeier (overleden 1976)
- 20 - Klaas van Beeck, Nederlands orkestleider (overleden 1979)
- 23 - Gejus van der Meulen, Nederlands voetbaldoelman (overleden 1972)
- 28 - Lotte Stam-Beese, Nederlands architect en stedenbouwkundige (overleden 1988)
- 30 - G. Evelyn Hutchinson, Brits-Amerikaans zoöloog en ecoloog (overleden 1991)

### februari
- 1 - Cesáreo Onzari, Argentijns voetballer (overleden 1964)
- 4 - Alexander Imich, Pools-Amerikaans wetenschapper (overleden 2014)
- 6 - Claudio Arrau, Chileens pianist (overleden 1991)
- 1903 - Pieter G. Buckinx, Belgisch dichter en schrijver (overleden 1987)
- 10 - Matthias Sindelar, Oostenrijks voetballer (overleden 1939)
- 11 - Henk Lotgering, Nederlands schoonspringer (overleden 1984)
- 13 - Georges Simenon, Belgisch schrijver (overleden 1989)
- 14 - J.F. Berghoef, Nederlands architect (overleden 1994)
- 14 - Bernard Leene, Nederlands wielrenner (overleden 1988)
- 15 - Ramón José Castellano, Argentijns aartsbisschop (overleden 1979)
- 17 - Jan Halle, Nederlands voetballer (overleden 1986)
- 21 - Anaïs Nin, Frans-Cubaanse schrijfster (overleden 1977)
- 25 - Guillermo Subiabre, Chileens voetballer (overleden 1964)
- 26 -Jkvr. Hans van Lennep, Nederlands advocate en psychologe (overleden 2004)
- 26 - Giulio Natta, Italiaans scheikundige en Nobelprijswinnaar (overleden 1979)
- 28 - Vincente Minnelli, Amerikaans regisseur (overleden 1986)

### maart
- 1 - Jaap Boot, Nederlands atleet (overleden 1986)
- 1 - Galeazzo Ciano, Italiaans fascistisch politicus (overleden 1944)
- 3 - Anders Rydberg, Zweeds voetballer (overleden 1989)
- 4 - Henri Thesingh, Nederlands atleet (overleden 1982)
- 5 - Janus Braspennincx, Nederlands wielrenner (overleden 1977)
- 5 - Frans Mikkenie, Nederlands circusdirecteur (overleden 1954)
- 6 - Nagako Kuni, keizerin van Japan (overleden 2000)
- 16 - Mike Mansfield, Amerikaans politicus en diplomaat (overleden 2001)
- 20 - Vincent Richards, Amerikaans tennisser (overleden 1959)
- 24 - Adolf Butenandt, Duits scheikundige en Nobelprijswinnaar (overleden 1995)
- 24 - Malcolm Muggeridge, Engels journalist en schrijver (overleden 1990)
- 28 - Kurt Moeschter, Duits roeier (overleden 1959)
- 31 - Harold Blackham, Engels humanist (overleden 2009)

### april
- 3 - Nilo, Braziliaans voetballer (overleden 1975)
- 4 - Daan Thulliez, Belgisch kunstschilder en graficus (overleden 1965)
- 6 - Harold Eugene Edgerton, Amerikaans professor en uitvinder (overleden 1990)
- 6 - Sierk Schröder, Nederlands kunstschilder (overleden 2002)
- 8 - Wes Beekhuizen, Nederlands schrijver (overleden 1978)
- 9 - Ward Bond, Amerikaans acteur (overleden 1960)
- 11 - Wim van Dolder, Nederlandse voetballer (overleden 1969)
- 12 - Jan Tinbergen, Nederlands econoom en natuurkundige (overleden 1994)
- 18 - Philippe Coenjaerts, Belgisch atleet (overleden ?)
- 29 - Jerzy Bułanow, Pools voetballer (overleden 1980)
- 30 - Günter Raphael, Duits componist (overleden 1960)

### mei
- 2 - Benjamin Spock, Amerikaans (kinder)arts, roeier en schrijver (overleden 1998)
- 3 - Ferdinand Adams, Belgisch voetballer (overleden 1992)
- 3 - Bing Crosby, Amerikaans zanger en acteur (overleden 1977)
- 5 - Hans Borrebach, Nederlands fotograaf, illustrator en schrijver (overleden 1991)
- 8 - Fernandel, Frans komiek en acteur (overleden 1971)
- 10 - Oleg Losev, Russisch wetenschapper en uitvinder (overleden 1942)
- 10 - Jacoba van Velde, Nederlands schrijfster (overleden 1985)
- 14 - Billie Dove, Amerikaans actrice (overleden 1997)
- 16 - Jetty Cantor, Nederlands violiste, zangeres en actrice (overleden 1992)
- 18 - Frits Warmolt Went, Nederlands-Amerikaans bioloog (overleden 1990)
- 20 - Oscar Castelo, Filipijns jurist en politicus (overleden 1982)
- 24 - Fernando Paternoster, Argentijns voetballer en voetbalcoach (overleden 1967)
- 25 - Binnie Barnes, Brits actrice (overleden 1998)
- 29 - Bob Hope, Amerikaans komiek, zanger en acteur (overleden 2003)

### juni
- 4 - Jevgeni Mravinski, Russisch dirigent (overleden 1988)
- 5 - Klaas Johan Popma, Nederlands filosoof, classicus en romanschrijver (overleden 1986)
- 6 - Aram Chatsjatoerjan, Armeens-Russisch componist en cellist (overleden 1978)
- 8 - Gerrit Cornelis Berkouwer, Nederlands gereformeerd theoloog (overleden 1996)
- 8 - Marguerite Yourcenar (pseudoniem van Marguerite de Crayencour), Belgisch-Franse schrijfster (overleden 1987)
- 9 - Harmanus Hondius, Nederlands ingenieur en politicus (overleden 1996)
- 10 - Theo Lingen, Duits acteur en regisseur (overleden 1978)
- 19 - Johanna Geertruida van Cittert-Eymers, Nederlands natuurkundige en wetenschapshistorica (overleden 1988)
- 19 - Lydia Duif, Nederlands beeldend kunstenares (overleden 1993)
- 19 - Lou Gehrig, Amerikaans honkballer (overleden 1941)
- 20 - Abraham Fresco, Nederlands kunstschilder (overleden 1942)
- 22 - John Dillinger, Amerikaans crimineel (overleden 1934)
- 22 - Nel Schuttevaêr-Velthuys, Nederlands schrijfster (overleden 1996)
- 25 - George Orwell, Brits schrijver (overleden 1950)
- 29 - Alan Blumlein, Engels ingenieur en uitvinder (overleden 1942)
- 29 - Richard Flink, Nederlands acteur (overleden 1967)

### juli
- 1 - Amy Johnson, Engelands eerste vrouwelijke piloot (overleden 1941)
- 2 - Alec Douglas-Home, Brits politicus en premier (overleden 1995)
- 2 - Arthur May, Surinaams politicus (overleden 1979)
- 3 - Willem ten Berge, Nederlands dichter (overleden 1969)
- 4 - Flor Peeters, Belgisch organist, componist en muziekpedagoog (overleden 1986)
- 5 - Wim Peters, Nederlands atleet (overleden 1995)
- 5 - Hein Vos, Nederlands politicus (overleden 1972)
- 6 - Hugo Theorell, Zweeds biochemicus en Nobelprijswinnaar (overleden 1982)
- 9 - René Höppener, Nederlands politicus (overleden 1982)
- 14 - Henri Cockuyt, Belgisch atleet (overleden 1993)

### augustus
- 1 - Lea Nordheim, Nederlands gymnaste (overleden 1943)
- 3 - Habib Bourguiba, Tunesisch politicus, president van de Republiek Tunesië 1957-1987 (overleden 2000)
- 5 - Felixberto Olalia sr., Filipijns vakbondsleider (overleden 1983)
- 6 - Charles McIlvaine, Amerikaans roeier (overleden 1975)
- 7 - Ralph Bunche, Amerikaans diplomaat en Nobelprijswinnaar (overleden 1971)
- 7 - Nol Wolf, Nederlands atleet (overleden 1982)
- 10 - Alfons Van Achten, Belgisch atleet (overleden 1979)
- 14 - Isaac Forster, Senegalees rechter (overleden 1984)
- 14 - Fred Zinner, Belgisch atleet (overleden 1994)
- 15 - Werner Ostendorff, Duits generaal (overleden 1945)
- 16 - August Lass, Estisch voetballer (overleden 1962)
- 17 - Hans Kolfschoten, Nederlands politicus en burgemeester (overleden 1984)
- 23 - Piet Jacobszoon, Nederlands zwemmer (overleden 1972)
- 25 - Árpád Élő, Hongaars-Amerikaans natuurkundige en schaker (overleden 1992)
- 28 - Bruno Bettelheim, Oostenrijks psycholoog (overleden 1990)

### september
- 1 - Stien Eelsingh, Nederlands kunstschilderes (overleden 1964)
- 8 - Mina Roelofsen - Heij - verzetsstrijdster (overleden 1987)
- 9 - Edward Upward, Engels schrijver (overleden 2009)
- 10 - Cyril Connolly, Engels literair criticus en schrijver (overleden 1974)
- 11 - Theodor Adorno, Duits socioloog, filosoof, musicoloog en componist (overleden 1969)
- 13 - Amado Hernandez, Filipijns schrijver en vakbondsleider (overleden 1970)
- 15 - Yisrael Kristal, Israëlisch oudst overlevende van de Holocaust (overleden 2017)
- 17 - Karel Miljon, Nederlands bokser (overleden 1984)
- 18 - Sybil Bauer, Amerikaans zwemster (overleden 1927)
- 18 - Vladimir Horowitz, Joods-Russisch-Amerikaans pianist (overleden 1989)
- 28 - Albert Vigoleis Thelen, Duits schrijver en vertaler (overleden 1989)
- 29 - Diana Vreeland, Amerikaans modejournaliste (overleden 1989)

### oktober
- 1 - Leo De Kesel, Belgisch R.K. geestelijke; hulpbisschop van Gent (overleden 2001)
- 6 - Ernest Walton, Iers natuurkundige en Nobelprijswinnaar (overleden 1995)
- 7 - Theo Haze, Nederlands spion en verzetsman (overleden 1972)
- 14 - Titus Leeser, Nederlands beeldhouwer en schilder (overleden 1996)
- 18 - Lina Radke, Duits atlete (overleden 1983)
- 20 - Ada Bolten, Nederlands zwemster (overleden 1984)
- 22 - Curly Howard, Amerikaans filmacteur (overleden 1952)
- 23 - Johanna de Geus, Nederlands zangeres (overleden 1986)
- 28 - Evelyn Waugh, Brits schrijver (overleden 1966)

### november
- 4 - Jan Linsen, Belgisch atleet (overleden 1960)
- 4 - Watchman Nee, Chinees predikant (overleden 1972)
- 5 - Guillermo Saavedra, Chileens voetballer (overleden 1957)
- 7 - Ary Barroso, Braziliaans componist (overleden 1964)
- 7 - Albert Helman, Surinaams-Nederlands schrijver (overleden 1996)
- 7 - Paulus van Wandelen, Nederlands verzetsstrijder in de Tweede Wereldoorlog (overleden 1942)
- 9 - Josefina Plá, Paraguayaans schrijfster, dichteres, kunstenares en kunstcritica (overleden 1999)
- 13 - Willem Rip, Nederlands politicus en hoogleraar (overleden 1959)
- 14 - Titus Leeser, Nederlands beeldhouwer en kunstschilder (overleden 1996)
- 14 - Louis Meeuwessen, Nederlands bokser (overleden 1985)
- 17 - Wim Anderiesen, Nederlands voetballer (overleden 1944)
- 19 - Nancy Carroll, Amerikaans actrice (overleden 1965)
- 23 - Kea Bouman, Nederlands tennisster (overleden 1998)
- 23 - Daniël de Blocq van Scheltinga, Nederlands politicus (overleden 1962)
- 26 - Alice Herz-Sommer, Tsjechisch pianiste (overleden 2014)
- 27 - Klaas van der Geest, Nederlands zeeman en schrijver (overleden 1964)

### december
- 4 - Erna Abramowitz, Nederlands zangeres (overleden 1944)
- 4 - Maurits Aronson, Nederlands reclamemaker (overleden 1989)
- 4 - Annie van der Vegt, Nederlands gymnaste (overleden 1983)
- 5 - Johannes Heesters, Nederlands toneelspeler en operettezanger (overleden 2011)
- 5 - Cecil Powell, Brits natuurkundige en Nobelprijswinnaar (overleden 1969)
- 6 - Elizabeth Hawes, Amerikaans modeontwerper (overleden 1971)
- 6 - W.A.P. Smit, Nederlands hoogleraar en dichter (overleden 1986)
- 8 - Piet van Senus, Nederlands zwemmer (overleden 1968)
- 10 - Una Merkel, Amerikaans filmactrice (overleden 1986)
- 13 - Marie Mejzlíková, Tsjecho-Slowaaks atlete (overleden 1994)
- 13 - Jevgeni Petrov, Russisch schrijver (overleden 1942)
- 16 - Harold Whitlock, Brits atleet (overleden 1985)
- 17 - Erskine Caldwell, Amerikaans schrijver (overleden 1987)
- 19 - George Davis Snell, Amerikaans geneticus, immunoloog en Nobelprijswinnaar (overleden 1996)
- 20 - Domingo Tarasconi, Argentijns voetballer (overleden 1991)
- 22 - Haldan Keffer Hartline, Amerikaans fysioloog en Nobelprijswinnaar (overleden 1983)
- 23 - Armand Blanchonnet, Frans wielrenner (overleden 1968)
- 26 - Michele Orecchia, Italiaans wielrenner (overleden 1981)
- 28 - John von Neumann, Hongaars-Amerikaans wiskundige (overleden 1957)

## Overleden
januari
- 3 - James Wimshurst (70), Engels uitvinder, technicus en scheepsbouwmeester
- 21 - Herman Schaepman (58), lid Tweede Kamer der Staten-Generaal

februari
- 12 - José Palma (27), Filipijns dichter
- 26 - Richard Gatling (84), Amerikaans uitvinder

maart
- 13 - Nicolaas Beets (88), Nederlands auteur, dichter en predikant
- 24 - Ulrikka Fredrikke Lehmann Barth (84), Noors componiste

april
- 11 - Gemma Galgani (25), religieuze, later heilig verklaard

mei
- 4 - Gotse Deltsjev (31), Bulgaars-Macedonisch vrijheidsstrijder
- 9 - Paul Gauguin (54), Frans impressionistisch kunstschilder

juni
- 11 - Alexander Obrenović (26), Servisch koning

juli
- 17 - James McNeill Whistler (69), Amerikaans kunstschilder, etser, lithograaf en schrijver
- 20 - Paus Leo XIII (93), paus van 1878 tot 1903

augustus
- 28 - Frederick Law Olmsted (81), Amerikaans landschapsarchitect, journalist en maatschappijcriticus

september
- 30 - Caspar Josefus Martinus Bottemanne (80), bisschop van Haarlem

oktober
- 19 - John Callcott Horsley (86), Engels kunstschilder

november
- 1 - Theodor Mommsen (85), Duits geschiedkundige en Nobelprijswinnaar

## Weerextremen in België
- 22 februari: Neerslag met Saharazand.
- 2 maart: 51 mm neerslag in Lacuisine (Florenville), 52 mm in Paliseul en 55 mm in Gedinne.
- maart: In Ukkel is maart warmer april: dit is ook het geval voor de jaren 1936, 1938, 1957, 1977, 1989 en 1991.
- 24 april: Tornado in Jesseren (Borgloon), nabij Tongeren.
- 25 april: 45 cm sneeuw in de streek van Saint-Hubert.
- april: April met hoogste neerslagtotaal van de 20ste eeuw met 130,4 mm neerslag (normaal: 57,0 mm).
- 30 april: Natste van alle april-decaden: totale neerslaghoeveelheid van 77,9 mm.
- april: April met laagste gemiddelde maximumtemperatuur: 8,1 °C (normaal 13,1 °C).
- 1 juni: Tussen Louette-Saint-Pierre en het bos van Saint-Jean, nabij Gedinne, vallen er echte ijsblokjes uit de lucht, zodat er een laag van 35 cm ijs ontstaat.
- 23 juni: Tornado in Ben-Ahin (Huy)zonder schade.
- 7 juli: Maximumtemperatuur in Ukkel onder 11,8 °C.
- 19 augustus: 41 mm neerslag in 1 uur in Eigenbilzen (Bilzen).
- 11 september: Luchtdruk: 976,8 hPa.
- oktober: Oktober met hoogste gemiddelde windsnelheid: 4,9 m/s (normaal 3,4 m/s).

Bron: KMI Gegevens Ukkel 1901-2003  met aanvullingen 